# Petro Poroșenko
Petro Oleksiiovici Poroșenko (în ucraineană Петро Олексійович Порошенко; n. 26 septembrie 1965, Bolgrad, RSS Ucraineană, URSS) este un om de afaceri miliardar și politician ucrainean, care a fost Președintele Ucrainei din 7 iunie 2014 până pe 20 mai 2019. Poroșenko a mai fost Ministru al Afacerilor Externe al Ucrainei între 2009 și 2010, Ministru al Comerțului și Dezvoltării Economice în 2012, iar între 2007 și 2012 a condus Consiliului Băncii Naționale a Ucrainei. Pe lângă politică, Poroșenko deținea o serie de companii, printre care și fabrica de ciocolată „Roshen”, care i-a adus supranumele ”Regele Ciocolatei”.

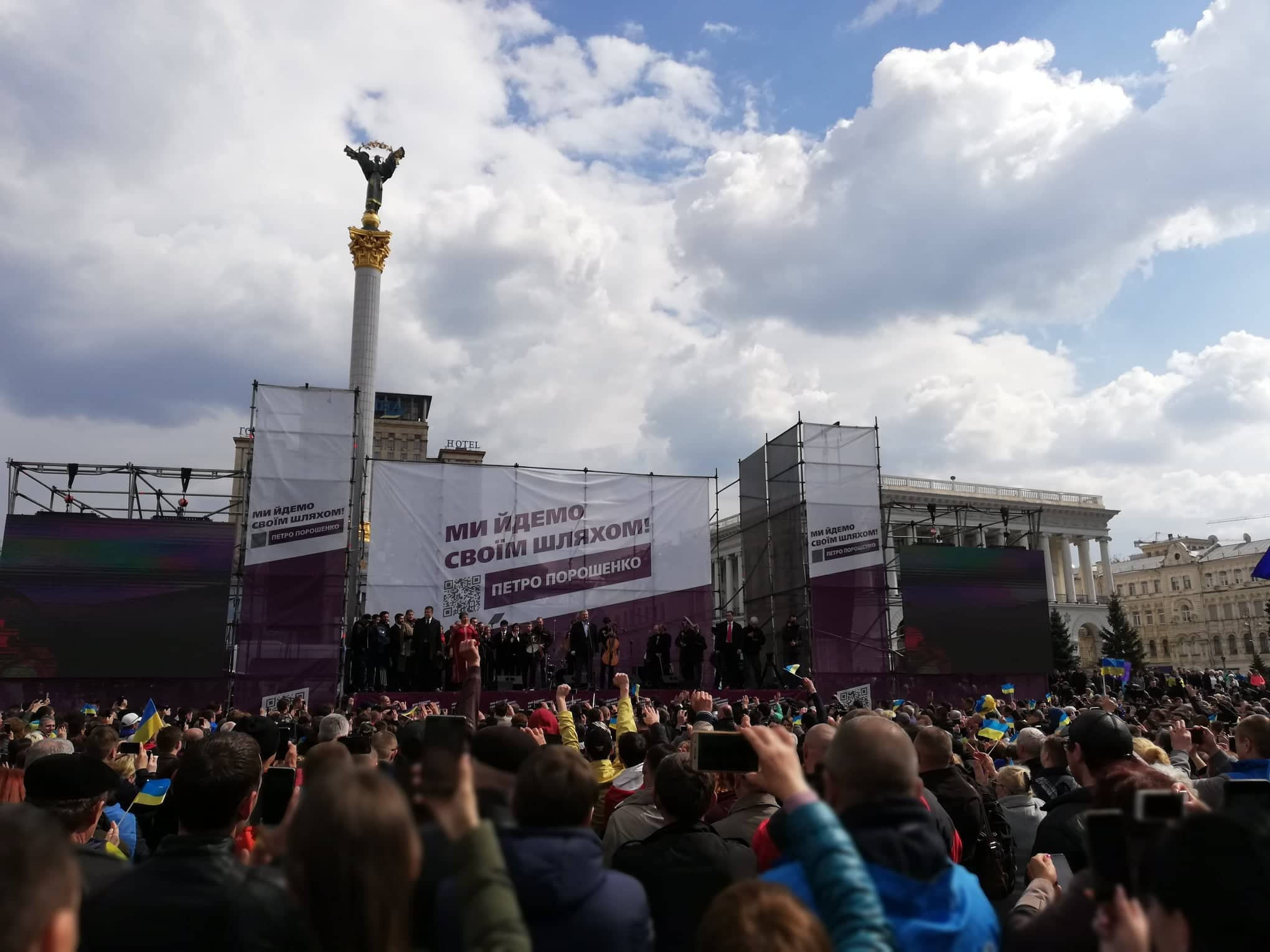

Uneori este prezentat ca unul dintre cei mai influenți oameni din politica ucraineană.
El a fost ales Președinte al Ucrainei pe 25 mai 2014, obținând 54% din totalul voturilor în primul tur al scrutinului.
Petro Poroșenko și-a petrecut anii copilăriei în Tighina, unde a învățat limba română.

## Legături externe
- Personal website uc
- Cine este Petro Poroșenko, președintele - miliardar ajuns la conducerea unei Ucraine devastate, 7 iunie 2014, Valentin Vidu -Mediafax, Gândul

| Funcții politice               | Funcții politice                                     | Funcții politice               |
| ------------------------------ | ---------------------------------------------------- | ------------------------------ |
| Predecesor: Oleksandr Turcinov | Președinte al Ucrainei 2014–2019                     | Succesor: Volodîmîr Zelenski   |
| Predecesor: Volodimir Handohi  | Ministru al Afacerilor Externe al Ucrainei 2009–2010 | Succesor: Kostiantin Grișcenko |
| Predecesor: Andrii Kliuev      | Ministru al Comerțului și Dezvoltării Economice 2012 | Succesor: Ihor Prasolov        |